# Michel-Celse-Roger de Bussy-Rabutin
Pour les articles homonymes, voir Bussy et Rabutin.
Michel-Celse-Roger de Bussy-Rabutin (1669 - 3 novembre 1736) est un homme d'Église français.

## Biographie
Second fils du comte Roger de Bussy-Rabutin, il est évêque de Luçon à partir de 1723. Il fréquente le salon de  Madame de Tencin et il est élu membre de l'Académie française le 21 février 1732, sans avoir écrit un seul ouvrage.
Il est reçu par Fontenelle le 6 mars suivant, en remplacement d’Antoine Houdar de La Motte, Etienne Lauréault de Foncemagne lui succèdera le 15 décembre 1736.
C'est en 1735 que l'évêque se fait peindre par Hyacinthe Rigaud sans que l'on sache combien le portrait fut payé. En effet, les livres de comptes de l'artiste précisent : « Mr l'évêque de Lucon, Bussy Rabutin. Est resté à demi achevé ».